# Sergio Mora Sánchez
Sergio Mora Sánchez (Madrid, Espanya, 30 d'agost de 1979) és un futbolista madrileny. Juga de migcampista i el seu equip actual és l'AD Alcorcón de la Segona Divisió B d'Espanya.

## Trajectòria com a futbolista
Sergio Mora és un jugador que ha desenvolupat la seva carrera principalment en equips madrilenys i alacantins. El 1999 es va proclamar subcampió de la I Copa de Regions de la UEFA amb la selecció futbol de Madrid.
Va debutar en Primera Divisió el 6 d'octubre de 2002 amb el Rayo Vallecano a casa enfront del Vila-real CF (2-2). En el mercat d'hivern de la temporada 2003/04 va fitxar per l'Hèrcules, on va ascendir a Segona Divisió en la temporada 2004/05 erigint-se com un jugador important en l'equip després de l'arribada de Juan Carlos Mandiá a l'equip herculà.
La temporada següent va jugar en Segona Divisió, i en la temporada 2006/07 va estar en el Benidorm CD. En la temporada 2007/08 va fitxar pel CD Alcoià, on va coincidir iniciada la temporada amb l'entrenador Pepe Bordalás, que ja li havia entrenat en l'Hèrcules.
En la temporada 2008/09 Mora va ser una peça clau en l'alineació de l'equip d'El Collao, que va assolir ser campió del Grup III de Segona B. L'estiu del 2009 retorna a Madrid per militar a l'AD Alcorcón.

## Trajectòria com a entrenador
En 2021 es va anunciar que seria l'entrenador de l'Hèrcules CF per a la temporada 2021-2022, amb l'equip a Segona Divisió RFEF.